# Philipp Ferdinand von Limburg-Styrum
Philipp Ferdinand von Limburg-Styrum (* 31. August 1734 in Schillingsfürst; † 10. September 1794 in Bartenstein) war deutscher Adliger, durch Abstammung Graf von Limburg, durch Erbe Herr von Styrum. Er war auch Erbe von Wilhermsdorf und Neuses in Franken und der Herrschaft Oberstein an der Nahe. Er ist für seine Beziehung mit der Fürstin Tarakanowa bekannt.

## Abstammung
Philipp Ferdinand war ein Sohn des Grafen Christian Otto von Limburg-Styrum (* 15. März 1694 auf Schloss Styrum; †  24. Februar 1749 ebenda)
und dessen Ehefrau Prinzessin Karoline Sofie zu Hohenlohe-Waldenburg-Schillingsfürst (* 20. April 1705 in Wilhermsdorf; † 31. August 1758 in Schillingsfürst).

## Politik
Philipp Ferdinand von Limburg-Styrum gelang es, Erbansprüche auf die Herrschaft Oberstein geltend zu machen. Nach einem langwierigen Prozess 1773 wurden ihm zwei Drittel der Herrschaft zugesprochen, während der Rest an Kurtrier fiel.
Auf Grund hoher Schulden von Philipp Ferdinand hat der Reichshofrat eine Schuldenliqidationskommission eingesetzt. Damit ging die Verwaltung der Herrschaft ganz auf Kurtrier über.
Er hatte auch Wilhermsdorf in Franken geerbt. Wegen seiner Schulden war er 1769 gezwungen, diesen Besitz zu verkaufen.
Darüber hinaus beanspruchte er, wie schon seine Vorfahren seit dem 17. Jahrhundert, auch den Titel eines Erben von Holstein. Im Gegensatz zu diesen hat Philipp Ferdinand förmlich das Wappen und den Titel eines Herzogs von Schleswig-Holstein geführt, ohne dass dies anerkannt worden wäre.
Philipp Ferdinand klagte vor dem Reichshofrat gegen das Königreich Dänemark wegen Erbansprüchen in Schleswig-Holstein, aber auch gegen die kaiserlichen Maßnahmen gegen die Herrschaften Oberstein, Styrum und Wilhermsdorf.
Der Prozess um die Herrschaft Oberstein ging 1792 für Limburg-Styrum erfolgreich aus. Auch der Rest der Herrschaft fiel an ihn. Allerdings hat er sofort zwei Drittel davon an das Kurfürstentum Trier verpfändet. Nach seinem Tod fiel die Herrschaft Oberstein an seinen Bruder Ernst Maria. Dieser verlor sie darauf kurze Zeit später durch den Vormarsch der französischen Truppen.

## Trivia
1768 gründete er wegen seiner hohen Schulden zwei Orden, den Ritterorden vom Alten Adel oder der Vier Römischen Kaiser und für Nichtadelige den Orden von St. Philipp vom Löwen von Holstein. Die Aufnahme war mit hohen Eintrittspreisen verbunden. Selbst als regierender Graf war er zu Ordensgründungen nicht berechtigt, sein Anspruch auf den Herzogstitel von Schleswig-Holstein wurde nicht anerkannt. In Paris versuchte Philipp Ferdinand ein Regiment aufzustellen. Seine Offiziere bezahlte er mit seinen Orden.
Als seine Geliebte, die angebliche Prinzessin Elisabeth Tarakanowa ihn verließ und nach Italien ging, bestritt sie ihren Lebensunterhalt dort mit einem mitgebrachten Vorrat dieser Limburgscher Orden. Nach Philipp Ferdinands Tod führte sein Bruder und Erbe die Orden nicht weiter.